# Giovanni Bichi
Giovanni Bichi (Siena, 1613 – Siena, 1678) è stato un ammiraglio italiano.

## Biografia
Parente di papa Alessandro VII, nel 1657 ebbe il comando della flotta pontificia incaricata di aiutare la Serenissima nella lotta contro l'Impero ottomano.
Prese parte nella battaglia dei Dardanelli, della quale lasciò un resoconto. Fu accusato dal doge Bertuccio Valier perché ritenuto responsabile della perdita delle isole di Lemno e Tenedo, ma seppe discolparsi con onore.